# Корнудо філіппінський
Корнудо філіппінський (Batrachostomus septimus) — вид дрімлюгоподібних птахів родини білоногових (Podargidae).

## Поширення
Ендемік Філіппін. Трапляється майже на всій території країни, крім острова Палаван та декількох дрібних острівців.

## Опис
Дрібний птах завдовжки 24—26 см. Існує дві морфи — каштанова та світло-коричнева. Є три чіткі білі смуги: на задній частині голови, на нижньому відділі горла та на нижній частині грудей. Ноги та дзьоб коричневі. Очі — помаранчеві.

## Спосіб життя
Живе у тропічних низовинних дощових лісах. Активний вночі. Полює на комах. Примітивне гніздо облаштовує на товстій гілці великих дерев. У гнізді одне біле яйце. Насиджують обидва батьки по черзі.